# Albert Fish
Hamilton Howard "Albert" Fish (Washington DC, 1870. május 19. – 1936. január 16.) amerikai sorozatgyilkos, gyermek elleni erőszaktevő és kannibál. Szürke Embernek, Wysteria Vérfarkasának, Brooklyni Vámpírnak, a Hold Mániákusnak és Mumusnak is nevezték. Fish egyszer azzal dicsekedett, hogy "minden államban gyermeke van", és egyszer kijelentette, hogy áldozatainak száma körülbelül 100 körül van. Nem tudjuk azonban, hogy erőszakra vagy kannibalizmusra utalt-e, és nem is tudjuk, hogy az állítás igaz volt-e. Fish életében legalább öt gyilkosság gyanúsítottja volt. Fish bevallott három gyilkosságot, ami után a rendőrség nyomozott, és bevallotta, hogy legalább két másik embert is leszúrt. Grace Budd emberrablásáért és gyilkosságáért bíróság elé állították, és elektromos szék általi kivégezésre került. Bűneit dramatizálták a 2007-es The Grey Man című filmben, melynek főszereplője Patrick Bauchau volt.

## Fiatalkora

### Gyermekkor
Fish apja angol származású amerikai volt, anyja skót-ír amerikai. Apja 43 évvel volt idősebb, mint anyja és születésekor 75 éves volt. Fish volt a legfiatalabb gyermek, és három élő testvére volt: Walter, Annie és Edwin. Azt akarta, hogy az egyik halott testvére után Albertnak nevezzék, és el akarta kerülni a "Ham & Eggs" becenevet, amelyet egy árvaházban kapott, ahol gyermekkorának nagy részét töltötte.
Fish családtagjai híresek voltak mentális betegségeikről. A nagybátyja mániában szenvedett. Egy testvérét állami pszichiátriai kórházba zárták. A húgánál "mentális szenvedést" diagnosztizálták. Három másik rokonnál más mentális betegséget diagnosztizáltak, és édesanyjának "hangos és/vagy vizuális hallucináció" voltak.
Apja 1875-ben szívroham következtében halt meg a washingtoni Sixth Street állomáson. A kongresszusi temető nyilvántartásai szerint 1875. október 16-án halt meg, és 1875. október 19-én temették el az R96/89 sírba. Fish anyja ezt követően a fiát a washingtoni Szent János-árvaházba helyezte, ahol gyakran bántalmazták. Élvezte a verés által okozott fizikai fájdalmat. Az árvaházban töltött idejéről Fish így nyilatkozott: "Ott voltam közel kilencéves koromig, és ott váltam rosszá. Könyörtelenül vertek minket ostorral. Láttam, ahogy a fiúk sok olyasmit csinálnak, amit nem kellett volna."
1880-ra anyja kormányzati munkát végzett, és képes volt kivenni Fisht az árvaházból. 1882-ben, 12 éves korában, kapcsolatot létesített egy távíróval. A fiatalság bevezette Fisht az olyan dolgok gyakorlásába, mint az urolagnia (vizelet ivásával kiváltott szexuális öröm) és a koprofágia (széklet evésével kiváltott szexuális öröm). Fish nyilvános fürdőket látogatott, ahol más fiúkat nézegethetett, hétvégéinek nagy részét ilyesmivel töltötte. Egész életében obszcén leveleket írt azoknak a nőknek, akiknek a nevét minősített reklámügynökségektől és házassági ügynökségektől szerezte.

### 1890–1918: A korai felnőttkor és a bűnügyi története
1890-re Fish New York Citybe utazott, és azt mondta, hogy ekkor prostituált volt, és fiatal fiúkat erőszakolt meg. 1898-ban édesanyja elintézte, hogy összeházasodjon Anna Mary Hoffmannel, aki nála 9 évvel volt fiatalabb. Hat gyermekük született: Albert, Anna, Gertrude, Eugene, John és Henry Fish.
1898-ban házfestőként dolgozott. Azt mondta, hogy továbbra is gyermekeket molesztált, főleg a hat évnél fiatalabb fiúkat. Később beszámolt egy eseményről, amelyben egy férfi szeretője elvitte őt egy viaszmű-múzeumba, ahol Fisht elbűvölte egy hosszában félbevágott pénisz. Ezt követően megszállottja lett a szexuális csonkolásnak. 1903-ban letartóztatták a "nagy lopás" miatt és Sing Singben fogvatartásra ítélték. 

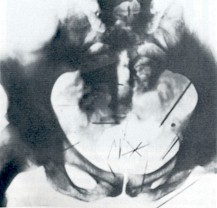
Fish medencéjének és gátjának röntgenfelvétele, bizonyítékként bemutatva a tárgyalás során, több mint két tucat saját maga által magába fúrt tűvel

1910 körül, miközben Wilmingtonban (Delaware) dolgozott, Fish találkozott egy 19 éves fiúval, Thomas Keddennel. Keddent elvitte tartózkodási helyére, és ketten szadomazochisztikus kapcsolatot kezdtek. Nem egyértelmű, hogy Fish kényszerítette-e Keddenre ezeket a dolgokat, de vallomásában azt állítja, hogy az ember szellemi fogyatékos volt. Tíz nap után Fish elvitte Keddent "egy régi parasztházba", ahol megkínozta. A kínzás két héten át zajlott.
1917 januárjában Fish felesége John Straube miatt elhagyta őt. Fishnek ezt követően egyedülálló szülőként kellett gyermekeit nevelnie. Letartóztatása után Fish egy újságnak azt mondta, hogy amikor felesége elhagyta őt, szinte minden értéket elvitt, ami a Fish család tulajdonában állt. Később kezdtek hallásos hallucinációi lenni. Egyszer szőnyegbe csomagolta magát, mondván, hogy János apostol utasításait követi.
Ekkor kezdte el Fish magát hasba és az ágyékába döfött tűkkel kényeztetni. Letartóztatása után a röntgenfelvételek kimutatták, hogy a Fishnek legalább 29 tű van a medencéje területén. Beszerzett egy körömszöges lapátot, amivel verte magát, emellett gyúlékony folyadékkal átitatott gyapjút dugott a végbélbe, amit aztán meggyújtott. Bár soha nem feltételezték, hogy fizikailag megtámadta vagy bántalmazta volna gyermekeit, ösztönözte őket és barátait, hogy verjék a fenekét ugyanazzal a körömszöges lapáttal, amit ő is használt magán. Hamarosan egyre inkább megszállottja lett a kannibalizmusnak, gyakran készített magának vacsorát, amely kizárólag nyers húsból állt, és néha gyermekeinek is felszolgálta.

### 1919–1930: kiteljesedés
Körülbelül 1919-ben egy szellemi fogyatékkal élő fiút szúrt le a washingtoni Georgetownban. Fish áldozatai elsősorban szellemi fogyatékossággal élők vagy afro-amerikaiak voltak, mivel feltételezte, hogy ezeket az embereket nem fogják hiányolni, ha megöli őket. Később azt állítja, hogy alkalmanként fizetett embereknek, hogy gyermekeket szerezzenek be neki. Fish megkínozta, megcsonkította és meggyilkolta a kisgyermekeket a húsdarálóval, henteskéssel és egy kis kézifűrésszel.
1924. július 11-én Fish talált egy nyolcéves Beatrice Kiel nevű kislányt, aki egyedül játszott szülei Staten Island-i tanyáján. Fish pénzt ajánlott neki, hogy jöjjön és segítsen neki rebarbarát keresni. Beatrice már majdnem elment Fishsel, azonban a kislány anyja elhajtotta őt, de később visszatért, és az éjszakát az istállójukban töltötte, ahol aludni próbált, de Hans Kiel felfedezte és elkergette. 1924 folyamán a már 54 éves Fish pszichózisban szenvedett, úgy érezte, hogy Isten utasítja őt gyermekek kínzására és szexuális megcsonkítására.
Röviddel a Grace Budd elrablása előtt Fish kipróbálta a "pokol eszközeit" egy Cyril Quinn nevű gyereken, akit molesztált. Quinn és barátai box ballt játszottak a járdán, amikor Fish megkérdezte őket, hogy ebédeltek-e már. Amikor azt mondták, hogy nem, meghívta őket, hogy egyenek vele szendvicseket a lakásában. Miközben a két fiú Fish ágyán birkózott, elmozdították a matracát. Alatta kés, egy kis kézifűrész és egy húsdaráló volt. Rémületükben elmenekültek a lakásból.

### Többnejűség
Fisht 1930. február 6-án újraházasodott a New York-i Waterloóban, Estella Wilcox-szal, de egy hét után el is váltak. Fisht 1930 májusában tartóztatták le "obszcén levél küldésével egy nőnek, aki egy szobalányi hirdetésre válaszolt neki". Az 1931-es letartóztatást követően a Bellevue pszichiátriai kórházba küldték megfigyelésre.

### Grace Budd meggyilkolása
1928. május 25-én Fish egy apróhirdetést látott a New York World vasárnapi kiadásában, amelyben olvasható: "18 éves Edward Budd munkát keres, cím: West 15th Street 406." 1928. május 28-án Fish, 58 éves korában felkereste a manhattani Budd családot, Edward felvételének valótlan okával (később bevallotta, hogy azt tervezi, hogy leköti Edwardot, megcsonkítja és hagyja, hogy elvérezzen). Frank Howardként mutatkozott be, mint aki a New York-i Farmingdale mezőgazdasági termelője. Fish megígérte, hogy Buddot és barátját, Willie-t is felveszi, és azt mondta, hogy néhány nap múlva munkába állítja őket. Amikor Fish visszatért, találkozott Grace Budd-dal. Nyilvánvalóan az áldozatát Edward Buddról Grace Buddra változtatta, és gyorsan előállt egy történettel, miszerint unokahúgának születésnapi zsúrja lesz, amire Grace-t is szeretnék meghívni. Meggyőzte a szülőket, hogy elkísérhesse Grace-t estére a partira, de onnan sosem tért vissza.
A rendőrség elsőként 1930. szeptember 5-én gyanúsítottként letartóztatta a 66 éves Charles Edward Pope-ot. 108 börtönben töltött nap után az 1930. december 22-i tárgyaláson nem találták bűnösnek.

#### Levél Budd Grace anyjának
1934 novemberében névtelen levelet küldtek a lány szüleinek, amely végül a rendőrséget Fish-hez vezette.
A rendőrség kivizsgálta a levelet. A Davis kapitány és a hongkongi éhínség nem volt igazolható. A levélnek Grace Budd gyilkosságával kapcsolatos részét azonban az emberrablás és az azt követő események leírásakor pontosnak találták, bár lehetetlen volt megerősíteni, hogy Fish valóban evett-e Grace testrészeiből.

#### Elfogása
A levelet egy borítékban kézbesítették, amelynek egy kis hatszögletű emblémája volt a "NYPCBA" betűkkel, mely a "New York Private Chauffeur's Benevolent Association"-t jelenti. A társaság egy takarítója elmondta a rendőrségnek, hogy Fish a Keleti 52. utca 200-ban lakik ideiglenesen. William F. King volt az ügy fő nyomozója. Fish beleegyezett, hogy kihallgatnak a központba, majd egy borotvapengével próbált a nyomozóra támadni. King lefegyverezte Fisht, és a rendőrségi központba vitte. Fish nem kísérelte meg tagadni Grace Budd gyilkosságát. Fish azt mondta, hogy "soha meg sem fordult a fejében, hogy a kislányt megerőszakolja", de később ügyvédjének elmondta, hogy míg Grace mellkasára térdelt és megfojtotta, kétszer akaratlanul is ejakulált.

## További felfedezett bűncselekmények Fish letartóztatása után

### Francis McDonnell
1924. július 14. éjjelén szülei beszámoltak arról, hogy a 9 éves Francis McDonnell eltűnt. Nem tértek haza, miután a barátaival a Staten Island Port Richmond szomszéd gyerekeivel játszottak. Kutatást szerveztek testének megtalálására, amit egy fán lógva találtak az otthonához közeli erdőterületen. Szexuálisan bántalmazták, majd megfojtották a nadrágtartójával. A boncolás szerint McDonnell a lábain és a hasán is súlyos vágásokat szenvedett, az egyik térdi inát pedig szinte teljes egészében kitépték testéből. Fish nem volt hajlandó felelősséget vállalni érte, bár később kijelentette, hogy kasztrálni akarta a fiút, de elmenekült, amikor meghallotta, hogy valaki megközelíti a területet.
McDonnell barátai elmondták a rendőrségnek, hogy egy idős, ősz bajszos férfival látták elmenni. A szomszéd azt is elmondta a rendőrségnek, hogy megfigyelte a fiút egy hasonló külsejű emberrel, füves úton sétálva a közeli erdőbe. Francis anyja, Anna McDonnell azt mondta, hogy ugyanazt az embert látta ugyanazon a napon korábban. Az újságíróknak azt mondta: "Jött az utcán, és magában morgott, és kezével furcsa mozdulatokat tett. Láttam a dús ősz haját és bajszát."
A leírás eredményeként a titokzatos idegen "The Grey Man" néven vált ismertté. A McDonnell-gyilkosság Grace Budd meggyilkolásáig nem oldódott meg. Amikor több szemtanú, köztük a Hans Kiel Staten Island-i gazda, pontosan azonosította Albert Fisht vádiratot nyújtottak be ellen a fiú gyilkosságáért. Először Fish elutasította a vádakat. Csak 1935 márciusában, a Budd gyilkossággal kapcsolatos tárgyalásának befejezése és Billy Gaffney meggyilkolásának bevallása után ismerte el, hogy Francis McDonnell-t is megerőszakolta és meggyilkolta.

### Billy Gaffney
1927. február 11-én a 3 éves Billy Beaton és 12 éves testvére egy brooklyni lakás folyosóján játszott a 4 éves Billy Gaffney-vel. Amikor a 12 éves fiú hazament, mindkét fiatalabb fiú eltűnt. Beatont később a lakás tetején találták meg. Amikor megkérdezték, hogy mi történt Gaffney-vel, Beaton azt mondta: "a bákász elvitte őt". Gaffney testét soha nem lelték meg. Kezdetben Peter Kudzinowski sorozatgyilkos volt gyanúsított a fiú gyilkosságáért. Később azonban Beaton "bákász" leírása teljes mértékben illett Fishre.
Elizabeth Gaffney meglátogatta Fisht Sing Singben King nyomozó és két másik férfi kíséretében. Ki akarta őt kérdezni fia haláláról, de Fish nem volt hajlandó beszélni vele. Fish sírni kezdett, és kérte, hogy hagyják magára. Miután két órán át kérdezgették Mrs. Gaffney feladta. Még mindig nem volt meggyőződve arról, hogy Albert Fish volt a fia gyilkosa.

## Tárgyalás és kivégzés
Albert Fish Grace Budd gyilkosságával kapcsolatos tárgyalása 1935. március 11-én kezdődött a New York-i White Plainsben. A tárgyalás 10 napig tartott. Fish azt állította, hogy hallotta Isten hangjait, miszerint arra utasította őt, hogy gyerekeket öljön. Számos pszichiáter bizonyságot tett Fish szexuális fétiseiről, amely magába foglalta a szadizmust, mazochizmust, korbácsolást, exhibicionizmust, voyeurizmust, piquerizmust, kannibalizmust, Koprofágiát, urolagnát, pedofíliát és infibulációt. Ügyvéde az összegzésében megjegyezte, hogy Fish "pszichiátriai jelenség", és sem a jogi, sem az orvosi nyilvántartásban nem volt még olyan személy, akinek annyi szexuális rendellenessége volt, mint neki.
A védelem fő szakértője Fredric Wertham, egy a gyermek fejlődésével foglalkozó pszichiáter, aki pszichiátriai vizsgálatokat végzett a New York-i büntetőbíróságokon úgy vélte, hogy Fish vallási megszállottsága, konkrétan Ábrahám és Izsák bibliai történetéből ered. (1. Mózes 22: 1–24). Wertham szerint Fish úgy gondolta, hogy hasonlóképpen egy fiú "feláldozása" bűnbánat lesz a saját bűneiért, és még ha maga a cselekedet rossz is, az angyalok megakadályoznák azt. Fish már egyszer próbált áldozatot bemutatni, de megrémültek, amikor egy autó elhaladt mellette. Edward Budd volt a következő áldozat, de kiderült, hogy ő idősebb a vártnál, ezért Grace-hez fordult. Felmerült a kérdés, hogy Fish vajon tudja-e a helyes és helytelen közötti különbséget. Azt válaszolták, hogy tud valamit, de ez egy perverz tudás, mely nem erkölcsi alapokon nyugszik.

## Fordítás
- Ez a szócikk részben vagy egészben  az   Albert Fish című angol Wikipédia-szócikk ezen változatának fordításán alapul.  Az eredeti cikk szerkesztőit annak laptörténete sorolja fel. Ez a jelzés csupán a megfogalmazás eredetét és a szerzői jogokat jelzi, nem szolgál a cikkben szereplő információk forrásmegjelöléseként.